# アルセニオ・エリコ
アルセニオ・パストル・エリコ・マルティネス（Arsenio Pastor Erico Martínez、1915年3月30日 - 1977年7月23日）は、パラグアイのサッカー選手。ポジションはフォワード。パラグアイの首都アスンシオン出身。

## 経歴
17歳のときにクラブ・ナシオナルからアルゼンチンのCAインデペンディエンテへ引き抜かれた。入団4年目の1937年に47得点を挙げリーグ得点王となると、翌1938年に43得点、1939年には40得点を挙げ3年連続得点王となった。この活躍によりインデペンディエンテのサポーターの人気を得た。
計14シーズンに渡ってアルゼンチンでプレーを続け、アルゼンチンリーグでは通算293得点を挙げた。なおこの記録は、アルゼンチンリーグ最多得点記録となっている。
これらの実績にも関わらず、パラグアイ代表としては、国際Aマッチの出場機会はなく、非公式な試合の出場だけに留まった。

## 所属クラブ
- 1930-1933  クラブ・ナシオナル
- 1933-1946  CAインデペンディエンテ
- 1946-1947  CAウラカン
- 1947-1949  クラブ・ナシオナル

## 個人記録

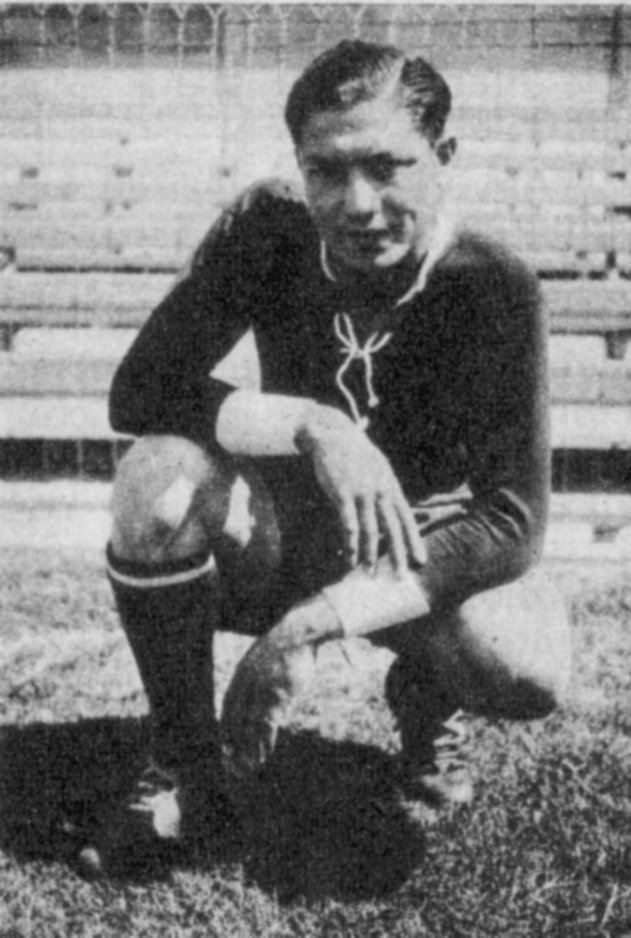

| 年   | 試合 | 得点 | 所属クラブ           |
| ---- | ---- | ---- | -------------------- |
| 1934 | 21   | 12   | インデペンディエンテ |
| 1935 | 18   | 22   | インデペンディエンテ |
| 1936 | 26   | 21   | インデペンディエンテ |
| 1937 | 34   | 47   | インデペンディエンテ |
| 1938 | 30   | 43   | インデペンディエンテ |
| 1939 | 32   | 40   | インデペンディエンテ |
| 1940 | 30   | 29   | インデペンディエンテ |
| 1941 | 27   | 26   | インデペンディエンテ |
| 1942 | 3    | 0    | インデペンディエンテ |
| 1943 | 29   | 17   | インデペンディエンテ |
| 1944 | 26   | 12   | インデペンディエンテ |
| 1945 | 30   | 20   | インデペンディエンテ |
| 1946 | 19   | 4    | インデペンディエンテ |
| 1947 | 7    | 0    | ウラカン             |
| 合計 | 332  | 293  | -                    |

## タイトル
- アルゼンチンリーグ:2回

1938, 1939